# Teucrium gattefossei
Teucrium gattefossei là một loài thực vật có hoa trong họ Hoa môi. Loài này được Emb. miêu tả khoa học đầu tiên năm 1933 publ. 1934.